# Himalopsyche gigantea
Himalopsyche gigantea är en nattsländeart som först beskrevs av Martynov 1914.  Himalopsyche gigantea ingår i släktet Himalopsyche och familjen rovnattsländor. Inga underarter finns listade i Catalogue of Life.